# Sjumen
Sjumen er en by i det nordøstlige Bulgarien, med et indbyggertal (pr. 2018) på cirka 75.550  Arkiveret 15. juli 2021 hos  Wayback Machine. Byen er hovedstad i Sjumen-provinsen.
Fra 1950 til 1965 var byen kendt under navnet Kolarovgrad.
43°17′N 26°56′Ø / 43.283°N 26.933°Ø
- Wikimedia Commons har flere filer relateret til Sjumen